# Edlasmühle
Edlasmühle ist ein Gemeindeteil der Stadt Selbitz im Landkreis Hof (Oberfranken, Bayern). Edlasmühle liegt in der Gemarkung Neuhaus.

## Geografie
Die Einöde liegt am Föhrigbach, einem rechten Zufluss des Rothenbachs. Eine Gemeindeverbindungsstraße führt nach Wachholderbusch (0,1 km nordöstlich) bzw. die Bundesstraße 173 überbrückend zu einer Gemeindeverbindungsstraße (1,3 km südwestlich), die nördlich nach Neuhaus bzw. südlich nach Selbitz zur Kreisstraße HO 33 verläuft.

## Geschichte
Edlasmühle gehörte zur Realgemeinde Neuhaus. Gegen Ende des 18. Jahrhunderts bestand Edlasmühle aus einem Anwesen. Die Hochgerichtsbarkeit hatte das bayreuthischen Stadtvogteiamt Hof. Das Rittergut Neuhaus war Grundherr der Mühle.
Von 1797 bis 1810 unterstand Edlasmühle dem Justiz- und Kammeramt Naila. Infolge des Ersten Gemeindeedikts wurde Edlasmühle dem 1812 gebildeten Steuerdistrikt Neuhaus und der zugleich entstandenen Ruralgemeinde Neuhaus zugewiesen. Im Zuge der Gebietsreform in Bayern wurde die Edlasmühle am 1. April 1971 nach Selbitz eingemeindet.

### Einwohnerentwicklung
| Jahr      | 001819 | 001861 | 001871 | 001885 | 001900 | 001925 | 001950 | 001961 | 001970 | 001987 |
| Einwohner | 4      | †      | 6      | 4      | 5      | 6      | 7      | 5      | 6      | *      |
| Häuser    |        |        |        | 1      | 1      | 1      | 1      | 1      |        | *      |
| Quelle    | [ 5 ]  | [ 8 ]  | [ 9 ]  | [ 10 ] | [ 11 ] | [ 12 ] | [ 13 ] | [ 14 ] | [ 15 ] | [ 16 ] |

## Religion
Edlasmühle ist evangelisch-lutherisch geprägt und bis heute nach Selbitz gepfarrt.